# محمد عزيز لحبابي
محمد عزيز لحبابي (1922 - 1993)، هو فيلسوف وروائي وشاعر مغربي، كتب باللغتين العربية والفرنسية. ولد في 25 ديسمبر عام 1922 بمدينة بفاس، وتوفي يوم 23 أغسطس عام 1993 بالرباط.ويعدّ لحبابي مؤسسا لمذهب الشخصانية الإسلامية. تُرجمت بعض كتبه إلى أكثر من 30 لغة. درس لحبابي في السوربون في باريس وحصل فيها على الدكتوراة في الفلسفة. ثم أصبح أستاذا للفلسفة في كلية الآداب بجامعة محمد الخامس في الرباط فعميدا لها.وركّز محمد عزيز لحبابي في مؤلفاته الفلسفية هي محور الاتحاد الفكري الإنساني للعالمين العربي والإسلامي من جهة والغربي من جهة أخرى. كما ألّف في الشعر والخيال وتداول قضايا كثيرة في الفلسفة والأدب.لحبابي هو أحد مؤسسي اتحاد الكتاب العرب بالمغرب العربي ومجلة آفاق. كان مرشحا لـجائزة نوبل للآداب سنة 1987.

## كتبه
أصــدر الحبابي حوالي 30 عملاً، بين شــعروفلســفة ورواية، باللغتــن الفرنســية والعربية؛ بينها:
- مفكرو الإسلام، 1954.
- بــؤس وضيــاء، شــعر، 1962.
- مــن الكائن إلى الشــخص: دراســات في الشــخصانية الواقعية، 1962.
- الشخصانية الإسلامية، 1964.
- جيل الظمأ، رواية 1967؛.
- العض على الحديد، قصص، 1969.
- إكسير الحياة، 1974.
- تأملات في اللغو واللغة، 1980.
- يتيم تحت الصفر، شعر، 1988.
- شعر اغاني الامل -الام بالايقاع -ثمل بالبراءة
- رواية اكسير الحياة -العض على الحديد
- Le Personnalisme Musulman ،1964; "الشخصانية الإسلامية"

19* Le Monde de demain: Le Tiers-Monde accuse ،80، "عالم الغد: تحديات العالم الثالث".
- 2011 : "محمد عزيز الحبابي- الإنسان: دليل الله - مقدمة لأنتروبولوجيا إسلامية";باللغة الألمانية كتاب يضم عينة من أبرز أعمال الراحل محمد عزيز الحبابي، المؤلف الألماني ماركوس كنير.